# Berjou

Berjou este o comună în departamentul Orne, Franța. În 1 ianuarie 2022 avea o populație de 427 de locuitori.